# Altan
Altan é um grupo irlandês de música folk tradicional , originado em  Gweedore, Condado de Donegal.
Formado em 1987, a banda liderada pelo Vocal e Rabeca de Mairéad Ní Mhaonaigh, produziu álbuns muito bem aclamados pela crítica.A partir dos anos 90 o Grupo alcançou uma mídia maior e desde então já vendeu milhões de discos mundialmente.

## Discografia
- Ceol Aduaidh (Music of the North) (1983)
- Altan (1987)
- Horse with a Heart (1989)
- The Red Crow (1990)
- Harvest Storm (1991)
- Island Angel (1993)
- Once Again 1987- 93 (1993)
- The First Ten Years (1986-1995) (1995)
- Blackwater (1996)
- Best Of Altan (1997)
- Runaway Sunday (1997)
- Altan's Finest (1999)
- Another Sky (2000)
- The Blue Idol (2002)
- Local Ground (2005)